# Belval (Ardennes)
Belval ist eine französische Gemeinde mit 226 Einwohnern (Stand 1. Januar 2022) im Département Ardennes in der Region Grand Est (vor 2016 Champagne-Ardenne). Sie gehört zum Arrondissement Charleville-Mézières, zum Kanton Charleville-Mézières-1 und zum Gemeindeverband Ardenne Métropole.

## Geographie
Die Sormonne verläuft durch das nördliche Gemeindegebiet. Umgeben wird Belval von den Nachbargemeinden Tournes im Norden, Damouzy im Nordosten, Warcq im Osten und Südosten, This im Süden, Sury im Südwesten sowie Haudrecy im Nordwesten.

## Geschichte
Im Jahr 1829 fusionierten Belval und Sury zur Gemeinde Belval-et-Sury. Der Zusammenschluss wurde im Jahre 1871 wieder aufgehoben.

### Bevölkerungsentwicklung
| Jahr                       | 1962 | 1968 | 1975 | 1982 | 1990 | 1999 | 2007 | 2019 |
| Einwohner                  | 126  | 120  | 107  | 140  | 156  | 197  | 222  | 222  |
| Quellen: Cassini und INSEE |      |      |      |      |      |      |      |      |

## Sehenswürdigkeiten

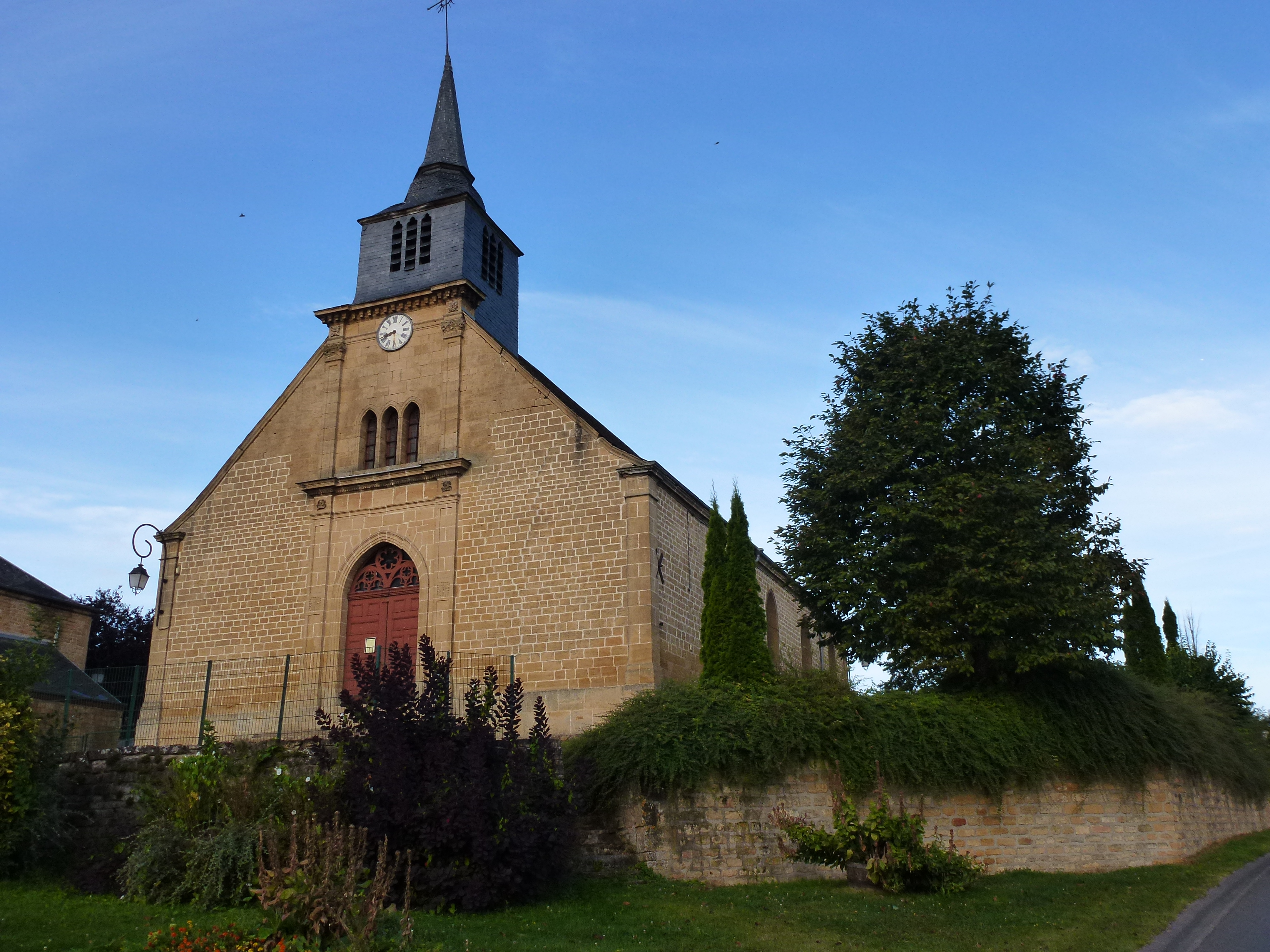
Kirche Saint-Nicolas

- Kirche Saint-Nicolas